# Eupterote caliginosa
Eupterote caliginosa är en fjärilsart som beskrevs av Moore 1884. Eupterote caliginosa ingår i släktet Eupterote och familjen Eupterotidae. Inga underarter finns listade i Catalogue of Life.